# Oshikuku
Oshikuku – miasto w północnej Namibii; w regionie Omusati; 2 761 mieszkańców (2011). 